# Micrologus

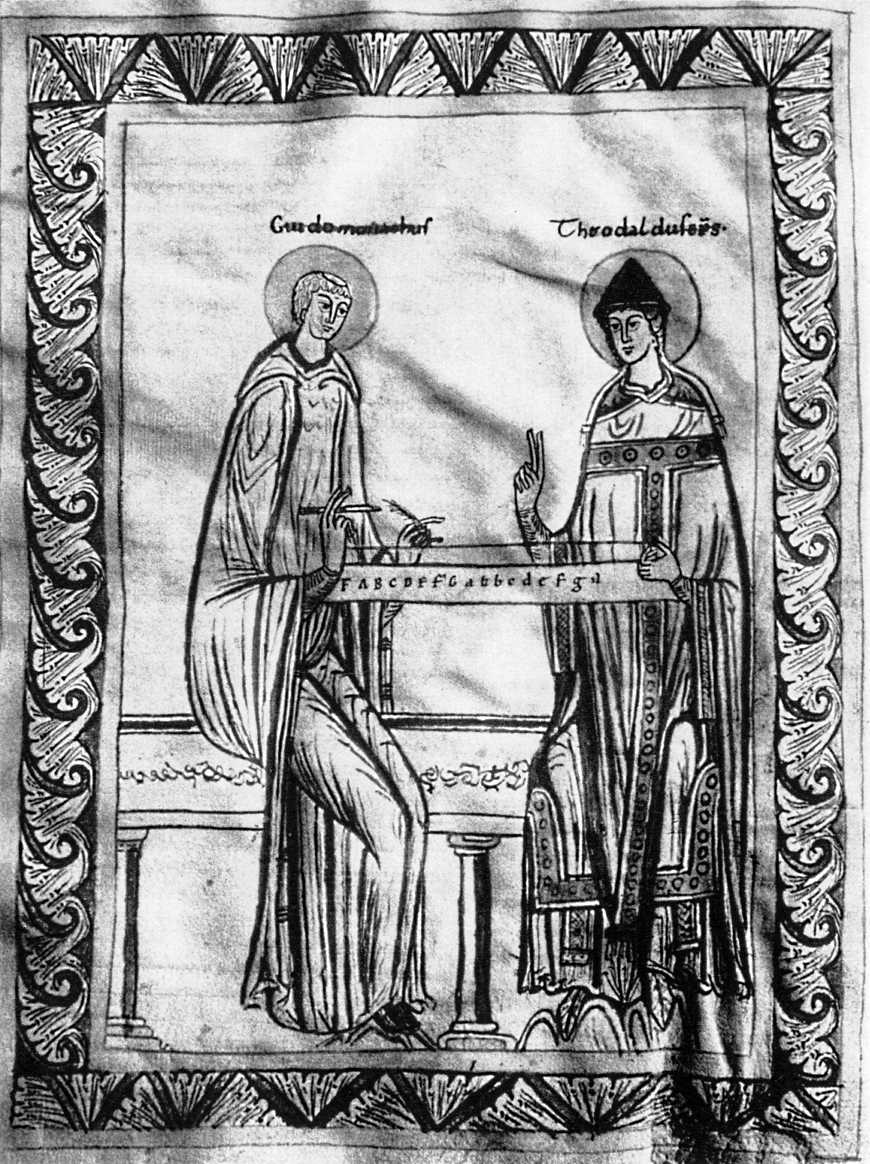
Guido d'Arezzo estudiando el monocordio con el obispo Theobald - siglo XII

Micrologus o Micrologus de disciplina artis musicae es un tratado de teoría de la música de la Edad Media escrito por Guido de Arezzo, que data aproximadamente de 1026.

## Descripción
Esta obra fue dedicada a Tedald, el obispo de Arezzo. En ella se describe el canto y la práctica docente del canto gregoriano y recoge un considerable debate sobre la composición de la música polifónica.
Este tratado recoge el organum paralelo modificado así como organum libre. Los ejemplos recogidos son a dos voces, conjunto de notas en contra de la nota, y en las voces se permite con frecuencia el cruce de voces. Se desaconseja el uso de la quinta justa y la segunda menor, favoreciendo en cambio la segunda mayor y la cuarta justa aunque las terceras también fueron permitidas.
Un punto fundamental es su guía para el occursus, que significa "reunión", que es un precursor de la posterior cadencia. Un occursus se produce cuando dos voces llegan conjuntamente al unísono al final de una frase. Sugirió que el unísono debía ser abordado, ya sea por movimiento contrario de una tercera mayor o por movimiento oblicuo de una segunda mayor.